# Bisdom Kaposvár
Het bisdom Kaposvár (Latijn: Dioecesis Kaposvarensis, Hongaars: Kaposvári egyházmegye) is een in Hongarije gelegen rooms-katholiek bisdom met zetel in Kaposvár. Het bisdom behoort tot de kerkprovincie Veszprém en is samen met het bisdom Szombathely suffragaan aan het aartsbisdom Veszprém.
Het bisdom werd onder paus Johannes Paulus II op 31 mei 1993 gesticht. Het beslaat het voormalige zuidelijke gedeelte van het aartsbisdom Veszprém. De grenzen van het gebied komen grotendeels overeen met die van het comitaat Somogy.

## Bisschoppen van Kaposvár
- sinds 1993: Antal Spányi

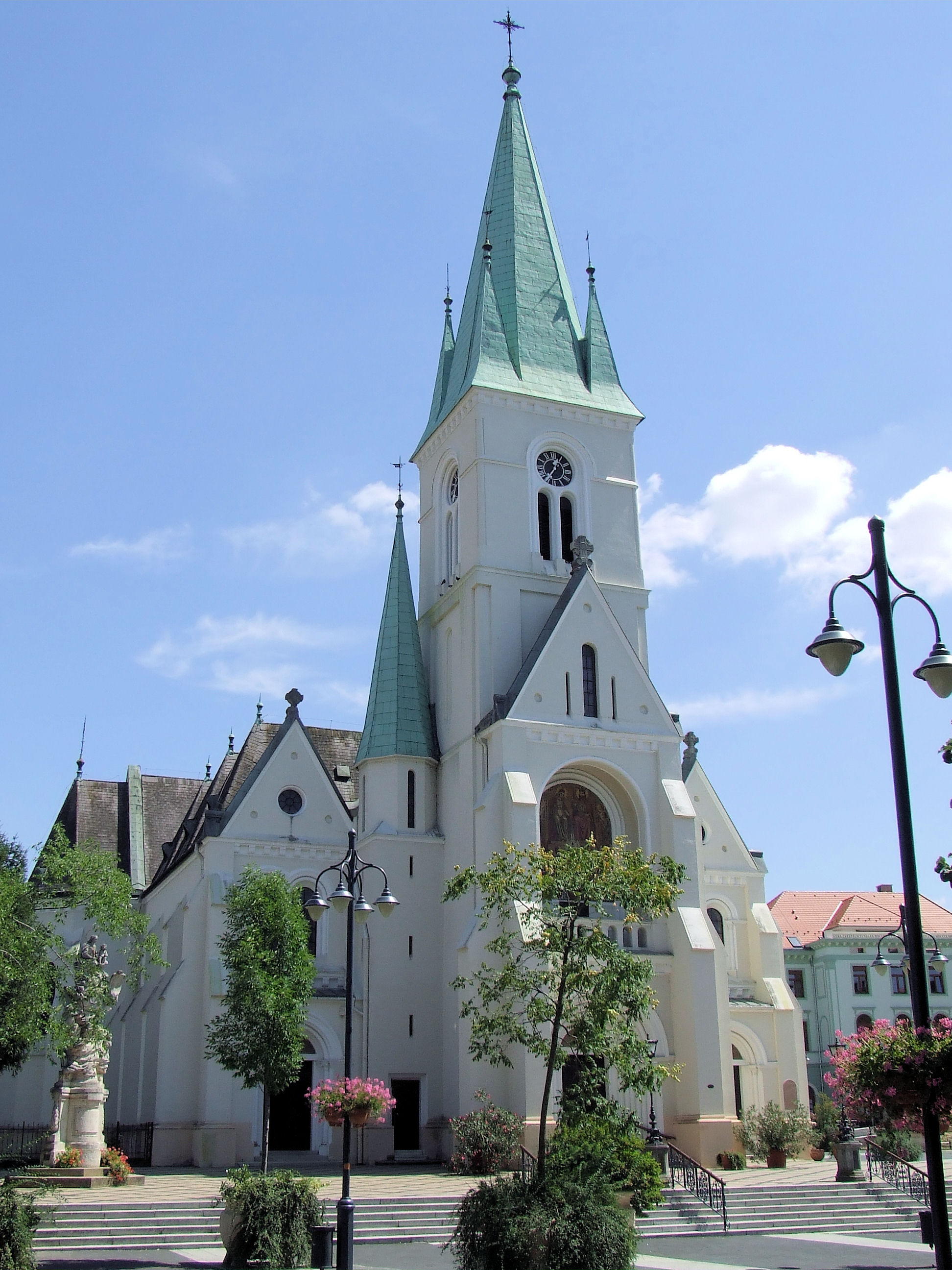
Kathedraal van Kaposvár